# エレファント・モレインA79001

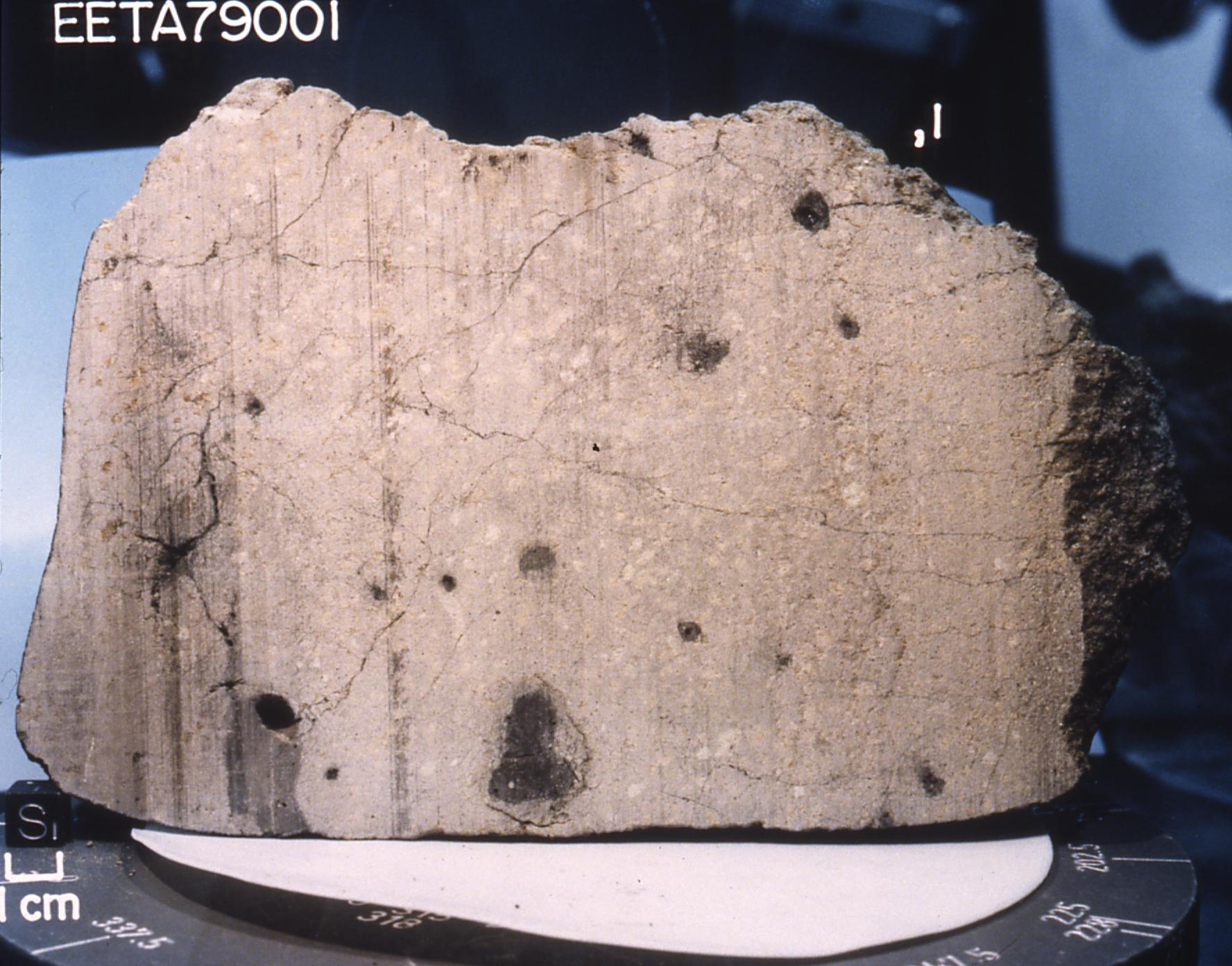
Elephant Moraine A79001

エレファント・モレインA79001 (Elephant Moraine A79001:EETA79001と呼ばれることが多い)は南極で発見された隕石である。火星起源の隕石である。
1980年1月13日、南極のエレファント・モレインで発見された。火星隕石の一種であるシャーゴッタイトに分類される。(shergottiteはインドに落下したシャーゴッティ隕石(Shergotty meteorite)から命名された分類である。）重量は約7.9kgである。火星起源の隕石としては2008年現在ザガミ隕石(Zagami)につぐ大きさである。1983 年、NASAの研究者によってEETA79001の中に閉じ込められていたガスの組成が火星探査機バイキングにより測定された火星の大気の組成によく似ていることが示された。